# Child in Time
Child In Time är en låt av det brittiska hårdrocksbandet Deep Purple, utgiven på albumet Deep Purple in Rock 1970. Låten kom att bli en av gruppens största hits genom tiderna.
I konsertfilmen Come Hell or High Water berättar textförfattaren Ian Gillan att sången handlar om kärnvapenhotet och den fruktan man kände inför detta 1969. Vidare säger han att sången haft stor betydelse för människor i Östeuropa. Med sin pessimistiska framtidssyn har sången tydligen blivit något man kände igen sig i.
Gillan berättar i en intervju från 2002 att låten inspirerats av den instrumentella låten Bombay Calling, som var med på den amerikanska gruppen It's a Beautiful Days självbetitlade debutalbum från 1969.
En första liveversion finns med på albumet Made in Japan (1972), en andra på Scandinavian Nights: Live in Stockholm (inspelad 1970, men släppt först 1988). Ytterligare en liveversion finns med på CD-utgåvan av Live at the Budokan med Ian Gillan Band.
Bandets dåvarande gitarrist Ritchie Blackmore har även spelat in låten med sitt senare band Blackmore's Night, på albumet The Village Lanterne från 2006. Den svenske gitarristen Yngwie Malmsteen har gjort en cover som finns med på albumet Inspiration.